# Opération Aderlass
 
L'Opération Aderlass (signifiant : « Opération Saignée ») est le nom donné à une enquête en Autriche et Allemagne sur les pratiques de dopage menées par Mark Schmidt, un médecin allemand basé à Erfurt. Des athlètes de diverses disciplines ont été reconnus comme clients de Schmidt. Ils ont reçu une ou plusieurs transfusion de sang illégale dans le but d'améliorer leurs performances. Plusieurs d'entre eux ont avoué et ont été suspendus.

## Chronologie
L'affaire est révélée pour la première fois à la suite d'aveux du skieur de fond Johannes Dürr, à la fin du mois de février 2019. Il nomme Mark Schmidt, un médecin basé à Erfurt, en Allemagne, à la tête d'une opération de dopage sanguin. Schmidt avait auparavant été médecin des équipes cyclistes Gerolsteiner et Milram. En octobre 2009, Bernhard Kohl, qui avait été positif lors d'un contrôle antidopage alors qu'il se courait pour Gerolsteiner en 2008, a accusé Schmidt d'avoir supervisé les pratiques de dopage. Schmidt nie les accusations. À la suite des déclarations de Dürr, la police effectue une descente dans les locaux d'Erfurt le 27 février 2019. L'enquête est menée par le groupe de travail antidopage de la police de Munich.

## Athlètes impliqués
Le 20 mars 2019, les procureurs de Bavière confirment que 21 athlètes au total sont soupçonnés d'avoir été des clients de Mark Schmidt. Tous les noms n'ont pas été initialement rendus publics, afin de ne pas perturber l'enquête. En septembre 2020, il est révélé qu'un total de 23 clients ont été identifiés, dans le cyclisme et les sports d'hiver d'endurance.

### Sports d'hiver

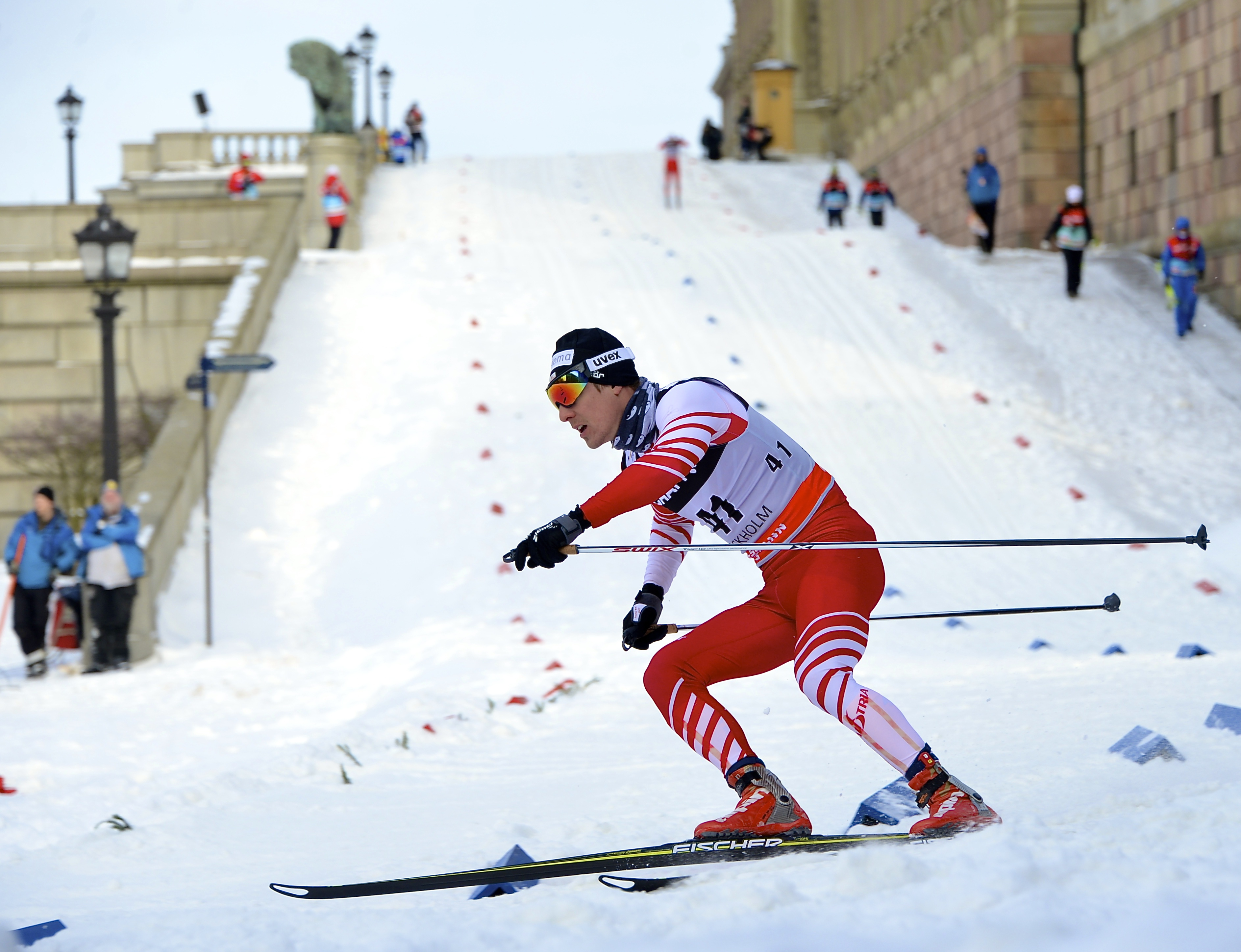
Les révélations du skieur de fond Johannes Dürr (photographié ici en 2013) ont conduit aux investigations.

À la suite des déclarations de Dürr, la police autrichienne arrête cinq athlètes aux championnats du monde de ski nordique 2019 à Seefeld in Tirol. Il s'agit des skieurs de fond autrichiens Max Hauke et Dominik Baldauf, des Estoniens Andreas Veerpalu et Karel Tammjärv, ainsi que le Kazakh Aleksey Poltaranin. Max Hauke est condamné à une peine de cinq mois avec sursis le 30 octobre 2019 par un tribunal d' Innsbruck pour des violations du dopage remontant à 2015. Dominik Baldauf est également condamné par la même cour à une peine de cinq mois avec sursis le 14 janvier 2020. Le 23 juillet 2019, les deux athlètes sont interdits de compétition pendant quatre ans par l'Agence autrichienne antidopage. En septembre 2019, Johannes Dürr est suspendu à vie. Le 27 janvier 2020, il est condamné à 15 mois de prison avec sursis pour sa participation à l'affaire, après avoir plaidé coupable. Il nie cependant avoir établi des liens entre Schmidt et ses collègues skieurs de fond Hauke et Baldauf, comme ceux-ci l'avaient affirmé. Un rapport du journal allemand Der Tagesspiegel a affirmé que Dürr avait envisagé de reprendre les opérations de dopage de Schmidt.
Le 27 mai 2019, les médias rapportent que le skieur alpin Hannes Reichelt a été interrogé par la police la semaine précédente concernant une possible implication dans l'affaire. Reichelt nie avec véhémence les accusations. Les charges contre Reichelt sont abandonnées le 16 octobre 2019.
Le 21 juin 2019, il est annoncé que le biathlète Daniel Taschler, également ancien beau-frère de Johannes Dürr, est l'un des athlètes soupçonnés d'avoir bénéficié de dopage sanguin en tant que client de Mark Schmidt. Taschler avait déjà eu des démêlés avec les autorités antidopage pour ses liens notamment avec le sulfureux médecin Michele Ferrari.
Le 29 novembre 2019, la Fédération internationale de ski (FIS) suspend pendant quatre ans le Kazakhe Aleksey Poltaranin et des Estoniens Karel Tammjärv et Andreas Veerpalu, ainsi que deux entraîneurs estoniens. Les trois athlètes ont précédemment reconnu leur implication dans les pratiques de dopage. Cependant, le 8 mars 2019, Alexey Poltoranin, qui a lui aussi déjà admis s'être dopé, revient sur ses aveux. Le 12 mars, le ministère kazakh de la Culture et des Sports innocente Poltoranin de toute accusation de dopage, affirmant que « Heureusement [il] n'a pas utilisé de dopage sanguin ». Le 6 janvier 2020, il est néanmoins confirmé qu'il est suspendu pendant quatre ans par la FIS. L'entraîneur estonien Martin Alaver est également suspendu.

### Cyclisme
Le 3 mars 2019, Stefan Denifl, ancien coureur pour l'équipe Aqua Blue Sport, reconnait avoir eu recours au dopage sanguin avec l'aide de Schmidt. Un jour plus tard, Georg Preidler, membre de Groupama-FDJ, a également avoué avoir subi deux extractions de sang avec Schmidt à la fin de 2018, mais nie avoir effectivement été dopé. Il met néanmoins fin à son contrat avec l'équipe. Le 27 juin 2019, Preidler et Denifl sont suspendus quatre ans par l'UCI, du 5 mars 2019 au 4 mars 2023. Ils perdent leurs résultats obtenus entre le 1er février 2018 et le 5 mars 2019 pour le premier et entre le 1er juin 2014 et le 5 mars 2019 pour le deuxième. En septembre 2019, Preidler est inculpé par la justice de fraude commerciale grave. Le procureur général à Innsbruck, l'accuse d'avoir commencé le dopage sanguin et la prise d'hormones de croissance dès le Tour d'Italie 2017, alors que Preidler nie être passé à l'acte,. En juillet 2020, il est condamné à 2 880 euros d'amende et à 12 mois de prison avec sursis. En janvier 2021, Denifl est condamné à 24 mois de prison par le tribunal régional d'Innsbruck pour fraude sportive commerciale grave, dont 16 mois avec sursis, ainsi qu'à une amende de 349.000 euros.
Le 13 mai 2019, Danilo Hondo avoue dans une interview accordée au radiodiffuseur allemand ARD avoir utilisé le dopage sanguin sous la supervision de Schmidt en 2011, alors qu'il courait chez Lampre-ISD. Il est ensuite licencié de son poste de sélectionneur pour la fédération suisse de cyclisme.
Le 14 mai 2019, le journal français Le Monde annonce que le sprinteur italien à la retraite, Alessandro Petacchi, aurait travaillé avec Schmidt en 2012 et 2013. Petacchi nie les accusations, mais est néanmoins provisoirement suspendu par l'UCI un jour plus tard. Aux côtés de Petacchi, Kristjan Koren (Bahrain-Merida), Kristijan Đurasek (UAE Team Emirates) et Borut Božič sont également impliqués et provisoirement suspendus. Au moment de leur suspension, Koren et Đurasek participent respectivement au Tour d'Italie et au Tour de Californie, tandis que Božič est directeur sportif de l'équipe Bahrain-Merida. Plus tard le même jour, Bahrain-Merida et UAE Team Emirates confirment qu'ils ont retiré leurs coureurs des courses. Le 24 août 2019, Petacchi s'est vu imposer une période d'inéligibilité de deux ans par l'UCI. Le 9 octobre 2019, c'est au tour de Kristijan Koren et de Borut Božič d'être suspendu deux ans « pour des violations du règlement antidopage commises en 2011 et 2012 ». Le 13 novembre 2019, Kristijan Đurasek est suspendu quatre ans par l'UCI pour sa participation aux pratiques de dopage.
Le 19 mai 2019, le journal italien Corriere della Sera annonce que le Slovène Milan Eržen avait des liens étroits avec l'opération Aderlass. Celui-ci occupe le poste de directeur général de l'équipe Bahrain-Merida. Le 22 mai, il est annoncé que l'UCI suivait les activités d'Eržen et du cyclisme slovène en général dans plusieurs enquêtes.
Le 30 mai 2019, la vice-championne du monde de VTT marathon Christina Kollmann-Forstner est suspendue par l'Union cycliste internationale en raison de potentielles violations des règles antidopage sur la base des informations reçues des autorités policières autrichiennes dans le cadre de l'opération Aderlass.
En février 2020, Pirmin Lang, coureur professionnel entre 2013 et 2017, avoue s'être dopé tout au long de sa carrière, notamment via le réseau Aderlass. Ses révélations font suite à des enquêtes menées par le journal suisse Neue Zürcher Zeitung. Il est ensuite licencié par la Swiss Racing Academy, une équipe qu'il avait cofondée et où il était employé en tant que manager et directeur sportif. Suspendu 4 ans dans un premier temps, sa peine est réduite à 18 mois, soit jusqu'au 19 août 2021.
En septembre 2021, Björn Thurau est suspendu neuf ans et six mois, après que son implication a été révélée en raison de messages échangés avec Pirmin Lang. L'Agence nationale antidopage allemande (NADA) a choisi une peine particulièrement sévère, la plus longue jamais infligée à un athlète allemand, en raison du fait qu'il a non seulement utilisé, mais également distribué des substances améliorant la performance. Thurau n'a jamais reconnu publiquement les accusations. Il a été déchu de tous les résultats à partir de décembre 2010.
En juillet 2025, il est révélé que David Rozman, un soigneur de l'équipe Ineos Grenadiers, a travaillé avec le docteur Schmidt. Il aurait notamment invité ce dernier à l'hôtel de l'équipe (alors nommée Sky) durant le Tour de France 2012. Dans la foulée de ces révélations, Rozman quitte le staff de l'équipe durant le Tour de France. 

## Procès
Le procès contre Schmidt commence le 16 septembre 2020 à l'Oberlandesgericht de Munich. Dans sa déclaration liminaire, l'avocat du médecin a sévèrement attaqué le procureur, l'accusant d'entraver le travail de la défense et d'utiliser des méthodes illégales pour faire avancer leurs enquêtes. Il a donc demandé la clôture de l'affaire contre son client pour violations graves du droit à un procès équitable. Selon l'accusation, Schmidt a dopé des sportifs lors des mondiaux de ski nordique 2017 et 2019, des Jeux olympiques d'hiver 2014 et 2018, d'été 2016, mais également sur le Tour de France 2018, le Giro 2016 et 2018 et la Vuelta 2017.
Le 29 septembre 2020, dans une déclaration lue par ses avocats, Mark Schmidt affirme avoir dopé plusieurs athlètes depuis 2012 et reconnaît la quasi-totalité des 150 chefs d'accusation retenus contre lui. Il ne dévoile cependant aucun nom et précise avoir agi par « fascination du sport de haut niveau » plutôt que par intérêt financier. Il affirme n'avoir reçu de l'argent que pour couvrir ses frais, et insiste sur le fait que la santé de ses clients n'avait jamais été mise en danger,. Un jour plus tard, Johannes Dürr a soutenu les affirmations de Schmidt. Lors de sa déposition en tant que témoin, Dürr déclare s'être toujours « senti entre des mains sûres et professionnelles » avec Schmidt. Il a en outre refusé de blâmer Schmidt pour le dopage, une décision qu'il prétend avoir prise avec son entraîneur. Trois des quatre coaccusés de Schmidt ont également avoué, tandis qu'un autre accusé, un entrepreneur, a refusé de témoigner. L'entrepreneur, Dirk Q., a été condamné à deux ans de probation en 2008 pour lésions corporelles ayant entraîné la mort, à la suite d'un incident en janvier 2003, au cours duquel il aurait agressé deux personnes, dont l'une est décédée plus tard. Dirk Q. aurait fait partie de la scène néo-nazie d'Erfurt. Dans ce procès, Q. est accusé d'avoir collaboré avec Schmidt, transportant du sang, ainsi que faisant des transfusions.
En novembre 2020, Danilo Hondo déclare au tribunal que lui et son coéquipier de la Lampre, Alessandro Petacchi, avaient utilisé les services du docteur Mark Schmidt pour le dopage sanguin au cours de la saison 2012,. En réaction, Petacchi nie toute implication et indique, après avoir échangé avec l'avocat de Hondo, que « la déposition faite par Hondo est mal traduite et rapportée incorrectement car on lui attribue un sens inexact ».
Le 8 janvier 2021, le procureur requiert cinq ans et six mois de prison contre Mark Schmidt, ainsi qu'une interdiction d'exercer la médecine pendant cinq ans. Le 16 janvier 2021, Schmidt est condamné à 4 ans et 10 mois de prison.